# Sixpence None the Richer
Sixpence None the Richer – amerykański zespół pop-rockowy utworzony w 1993 roku w Nashville przez Matta Slocuma i Leigh Nash.

## Historia
Początki zespołu sięgają bardzo wczesnych lat 90. Wtedy to gitarzysta i autor piosenek Matt Slocum poznał wokalistkę Leigh Nash. Wspólnie (wraz z basistą TJ Behlingiem) nagrali w 1992 roku EP-kę pod nazwą The Original Demo, która była ich pierwszym nieoficjalnym dziełem. Dopiero w 1994 roku światło dzienne ujrzała debiutancka płyta zespołu pod nazwą The Fatherless & the Widow.
Grupa ma w posiadaniu platynową płytę za album Sixpence None the Richer z 1997 roku, z którego pochodzi jego najbardziej znany utwór pod tytułem „Kiss Me”, dzięki któremu zespół zdobył popularność, a on sam został wykorzystany na ścieżkach dźwiękowych filmów Cała ona, To nie jest kolejna komedia dla kretynów, Jak stracić chłopaka w 10 dni i Mała wielka miłość, a także w serialu Jezioro Marzeń.
Sixpence None the Richer nagrał także wiele coverów znanych piosenek, m.in.: „Don’t Dream It’s Over” (Crowded House), „Dancing Queen” (ABBA),  „Love is Blindness” (U2), czy „There she goes” (The La’s).
Zespół kilkakrotnie był także nominowany do nagród Grammy.

## Skład zespołu
- Leigh Nash – wokal
- Matt Slocum – gitara

Zespół instrumentalny
- Tess Willey – gitara
- Sean Kelly – gitara
- T.J. Behling – gitara basowa
- Joel Bailey – gitara basowa
- J.J. Plasencio – gitara basowa
- Justin Carry – gitara basowa

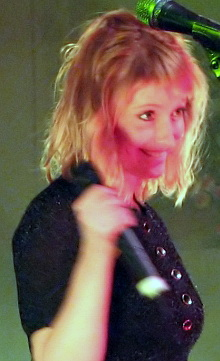
Leigh Nash (2007)

- Jerry Dale McFadden – instrumenty klawiszowe
- Dale Baker – perkusja
- Rob Mitchell – perkusja

## Dyskografia
- 1994 – The Fatherless & the Widow
- 1995 – This Beautiful Mess
- 1997 – Sixpence None the Richer
- 2002 – Divine Discontent
- 2012 – Lost in Transition